# 原璞
W．原璞是聾人胡慧賢創立的曲奇品牌，主要使用有機麵粉、腰果和香油等材料製成。

## 成立背景
胡慧賢在真鐸學校畢業後，她求職屢受挫折，試過被騙，失業數載，賦閒在家。她自學烘焙有機曲奇，建立自家品牌，推廣公平貿易。

## 原璞的由來
原︰原本；原始之意。
璞︰就是反璞，現今無論人心及物質都距離自然純璞太遠，現在就要是開始回向歸真的時候，一切就像一個圓，由起點開始，一路行到某時間亦會回歸起點。

## 特色
- 曲奇的材料是來自果仁、花生及燕麥，也用了公平貿易腰果醬製成，亦沒有添加牛油。
- 全部使用素食材料，用豆奶及亞麻籽代替雞蛋、牛奶及牛油等成份[3]。
- 「啖忘憂」曲奇，用肉桂製成，中醫角度具除冷、止痛作用。

## 協助機構
胡慧賢是聾人機構「龍耳」的會員，該機構積極協助她融入社會，盼喚起社會關注聾人。

## 外部連結
- 《W．原璞》官方網頁
- 《W．原璞》Facebook專頁 （页面存档备份，存于）